# Leptodactylus andreae
Leptodactylus andreae är en groddjursart som beskrevs av Müller 1923. Leptodactylus andreae ingår i släktet Leptodactylus och familjen tandpaddor. IUCN kategoriserar arten globalt som livskraftig. Inga underarter finns listade i Catalogue of Life.